# Hallingskeid Station
Hallingskeid Station (Hallingskeid stasjon) er en jernbanestation på Bergensbanen, der ligger i Ulvik kommune i Norge. Stationen består af to spor og en perron. På grund af vejrforholdene i området ligger det meste af stationen i en sneoverdækning.
Der er ingen fastboende i Hallingskeid, men der er en del fjeldhytter i området. Det er desuden udgangspunkt for flere vandrestier, ligesom vandre- og cykelstien Rallarvegen passerer stationen. Der er ikke meget vegetation i området, men til gengæld er der mange indsøer, elve og små vandfald. 
Stationen åbnede 10. juni 1908. Den blev fjernstyret 23. september 1982, og 1. oktober 1982 blev den gjort ubemandet.

## Brande
22. oktober 1960 blev Hallingskeid Station ramt af en omfattende brand, hvor stationsbygningen, en banevogterbolig og en femhundrede meter lang sneoverbygning gik tabt. Det betød at fire familier med i alt fjorten personer blev hjemløse. Baneformand Ole Fuglehaug var taget til Oslo, mens familien blev tilbage på fjeldet. Først da det var blevet mørkt, nåede den bekymrede Fuglehaug hjem, men kone og de tre børn havde det godt. Branden startede i sneoverbygningen hundrede meter fra stationsbygningen og spredte sig hurtigt som følge af den stærke østenvind. Stationsmester Mons Almenningen opdagede flammerne kl. 11.55 og alarmerede Bergen, Myrdal og Finse. Dagtoget fra Bergen var på det tidspunkt kun knap en halv time væk og måtte returnere til Voss. Derfra blev passagererne kørt med bus til Haugastøl.
Slukningsarbejdet var farligt, fordi der var opmagasineret olie og benzin i både sneoverbygningen og pakhuset. Sporet lå forvredet og rødglødende tilbage. Efter at hundrede mand havde lagt nye sveller og skinner, kunne Bergensbanen imidlertid genåbne kun 24 timer efter brandens start.
I efteråret 2008 brændte det igen, men denne gang gik der flere dage, før der atter kunne køre tog der. Også 16. juni 2011 gik det galt, da de begyndte at brænde i sneoverbygningen ved Hallingskeid. To togsæt af NSB type 73 kørte ind i branden, men det lykkedes at få alle om bord ud, før ilden for alvor fik spredt sig til togsættene.